# Liste der Monuments historiques in Villers-sous-Saint-Leu
Die Liste der Monuments historiques in Villers-sous-Saint-Leu führt die Monuments historiques in der französischen Gemeinde Villers-sous-Saint-Leu auf.

## Liste der Bauwerke
| Bezeichnung     | Beschreibung                  | Standort | Kennzeichnung | Schutzstatus | Datum | Bild           |
| --------------- | ----------------------------- | -------- | ------------- | ------------ | ----- | -------------- |
| Kirche St-Denis | Erbaut im 13. Jahrhundert     | (Lage)   | PA00114964    | Classé       | 1944  | weitere Bilder |
| Schloss         | Erbaut im 16./18. Jahrhundert | (Lage)   | PA00114963    | Inscrit      | 1966  | weitere Bilder |

## Liste der Objekte

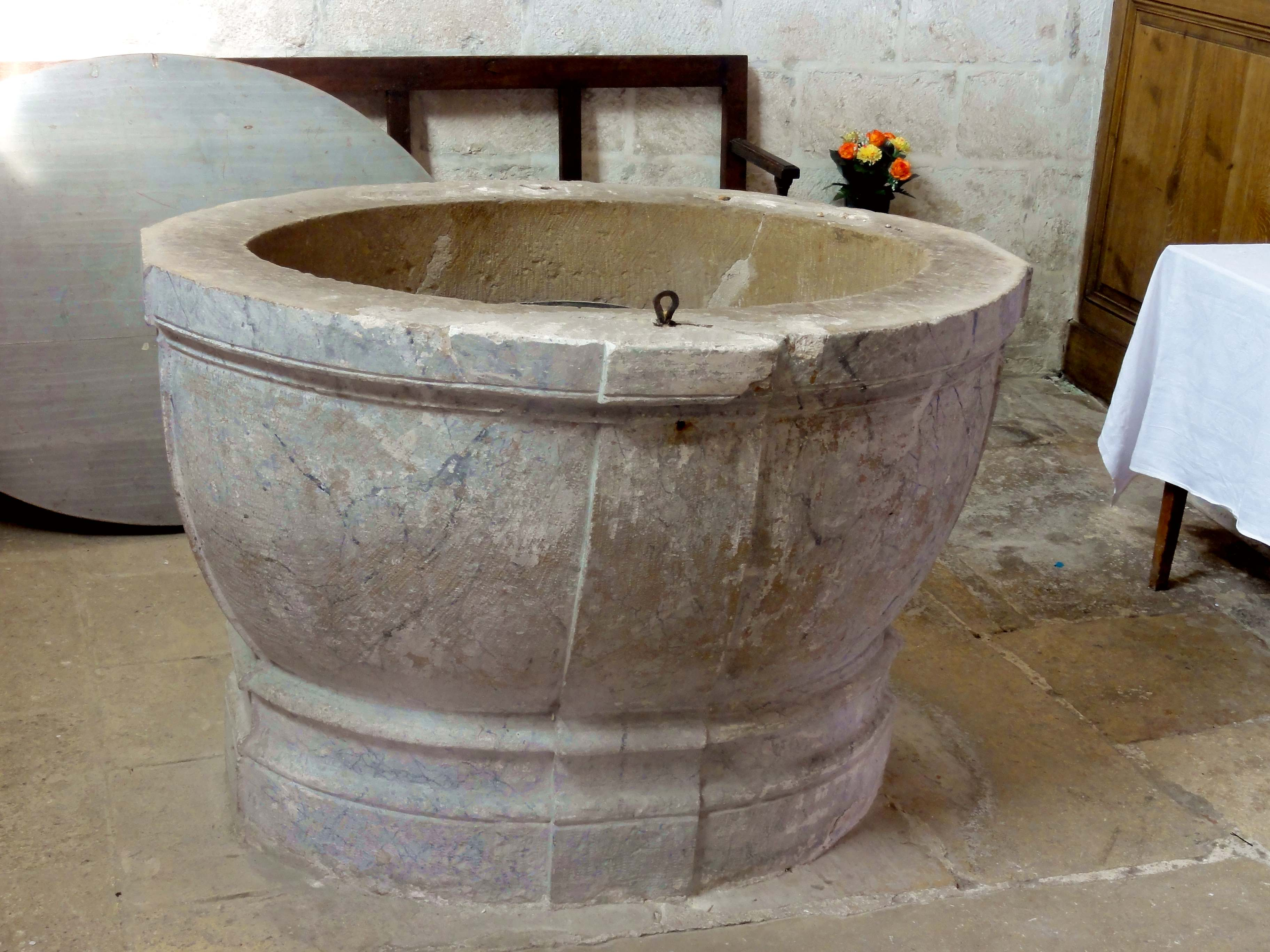
Taufbecken in Villers-sous-Saint-Leu

- Monuments historiques (Objekte) in Villers-sous-Saint-Leu in der Base Palissy des französischen Kultusministeriums

Siehe auch: Taufbecken (Villers-sous-Saint-Leu)